# Stockvändning
Stockvändning (Logroll) eller säker vändning är en teknik som används för att kunna vända på en patient med så minimal rörelse av ryggraden som möjligt.
Stockvändning utförs av flera personer, varav en håller huvudet. Den skadades kropp behålls rak (därav namnet).
Stockvändning är lämplig för att:
- kunna placera patienten på en spineboard för hel immobilisering (göras orörlig, fixeras)
- vända en patient med misstänkt spinal skada för att kunna undersöka andra sidan av kroppen